# Woongjin ThinkBig
Woongjin Thinkbig (en coréen 웅진씽크빅) est une maison d'édition sud-coréenne basée à Séoul. Elle produit des solutions et services destinés au marché de l'éducation. Elle appartient au conglomérat Woongjin Co., Ltd.
Comptant 2 000 employés, elle réalise un chiffre d'affaires de 612 572 millions de wons en 2016. 
Woongjin Thinkbig est coté sur le Korea Exchange.